# گاونژنووو
گاونژنووو (به لهستانی:  Gałęzinowo) یک روستا در لهستان است که در گمینا سووپسک واقع شده‌است. گاونژنووو ۲۸۰ نفر جمعیت دارد.